# Ксенија Петроградска
Света Ксенија (Ксенија Григорјевна Петрова, рус. Ксения Григорьевна Петрова) је новоканонизована руска светитељка, аскета. Родила се између 1719. и 1730. године. Умрла је у Санкт Петербургу. Датум смрти остао је непознат. Сматра се да није била жива након 1806. године.

## Житије
Докумената о њеном животу нема. Прве публикације народних предања о блаженој Ксенији појављују се 1840-их година. У њима се каже да је рођена у првој половини 18. вијека (између 1719. и 1730. године). Име оцу је било Григорије, а мајчино је остало непознато. Након пунољетства Ксенија Григорјевна је ступила у брак са пуковником Андрејом Фјодоровичем Петровим, појцем у цркви Светог Андреја у Санкт Петербургу. После мужевљеве изненадне смрти, Ксенија је изабрала најтежи хришћански пут - аскетизам - како би окајала неокајане гријехе свога супруга. Своје имање је завјештала Покровској цркви и сиромашнима. Лутала је улицама Санкт Петербурга, одјевена у сукњу и војну униформу покојног мужа. Одазивала се само на име Андреј и говорила да је он жив, а Ксенија мртва.

## Канонизација
Руска Загранична црква канонизовала ју је 1978. године.

После дугогодишњег поштовања које је уживала у народу блажена Ксенија Петроградска била је прибројана лику светих на Помјесном сабору Руске православне цркве 6. фебруара 1988. године.

Православна црква прославља је 24. јануара по јулијанском, односно 6. фебруара по Грегоријанском календару.

## Иконографија
Света Ксенија се на иконама изображава одјевена у црвену сукњу, зелену реклу и са рупцем на глави, ослоњена на штап у лијевој руци. У задњем плану изображава се Смоленски храм и капела блажене Ксеније на Смоленском гробљу.

## Капела на Смоленском гробљу
На њеном гробу на Смоленском гробљу, 1902. године је подигнута пространа камена капела, по пројекту архитекте А. А. Всеславина. Она је замијенила малу капелу из треће четвртине XIX вијека. У вријеме совјетске власти два пута је затварана (1940. и и 1961. године). Капела блажене Ксеније је данас једна од највећих светиња Петрограда коју походи веома велики број ходочасника.

На зиду капеле је мраморна плоча са натписом који гласи:
У име Оца и Сина и Светога Духа.
У овој капели погребена је раба Божија Блажена Ксенија Григорјевна, жена појца Андреја Фјодоровича.
Обудовала у 26. години, странствовала је 45 лета. У удовству се назвала мужевим именом: Андреј Фјодорович. Поживела је 71 годину.
Од 1794. до 1796. године узела је учешћа у подизању Смоленске цркве, тајно по ноћи довлачећи опеку за изградњу храма.
„Ко ме је познавао, нека помене моју душу ради спасења своје душе“. Амин.
— Ријечи блажене Ксеније с надгробне плоче

## Занимљиво
Пацифичка острвска државица Нијуе пустила је у оптицај 2012. године новчаницу вриједности 1 новозеландски долар на чијој задњој страни је осликан лик блажене Ксеније и њена капела на Смоленском гробљу. Монета је израђена у сребру финоће 925, масе 28,87 грама.